# Florence Farr
Florence Beatrice Emery, född Farr 7 juli 1860, död 29 april 1917, var en brittisk West End-skådespelare, kompositör och regissör. Hon var också en kvinnorättsaktivist, journalist, utbildare, sångare, författare samt ledare för den ockulta ordningen Golden Dawn. 
Farr var en gång älskarinna till dramatikern George Bernard Shaw. Hon var vän och samarbetspartner med nobelpristagaren William Butler Yeats, poeten Ezra Pound, dramatikern Oscar Wilde, konstnäreren Aubrey Beardsley och Pamela Colman Smith, Arthur Edward Waite, teaterproducenten Annie Horniman, och många andra lärda i Londons Fin de siècle-kretsar och även med deras normer var hon "det bohemiska bohemiska". Även om hon inte var lika känd som några av hennes jämnåriga och efterträdare, var Farr en första vågens feminist av det sena 1800- och tidiga 1900-talet; bl.a. förespråkade hon rösträtt, arbetsplatsjämlikhet och lika skydd under lagen för kvinnor. Hon skrev en bok och många artiklar i intellektuella tidskrifter om rättigheter för "den moderna kvinnan".